# Grande Prêmio do Japão de 1987
Resultados do Grande Prêmio do Japão de Fórmula 1 realizado em Suzuka em 1º de novembro de 1987. Décima quinta e penúltima etapa da temporada, foi vencido pelo austríaco Gerhard Berger, da Ferrari, que subiu ao pódio ladeado por Ayrton Senna, da Lotus-Honda, e por Stefan Johansson, da McLaren-TAG/Porsche.
Após dez anos ausente do calendário, o Japão volta a sediar uma prova de Fórmula 1.

## Nelson Piquet tricampeão mundial
Piquet torna-se campeão em 1987 (o terceiro na carreira) com o acidente de Nigel Mansell no primeiro treino classificatório. O acidente deixou o piloto inglês com graves contusões em sua espinha dorsal e decidiu-se que ele não deveria ser autorizado a correr. Tendo passado a noite de sexta-feira no hospital, Mansell voou de volta para a Europa na noite de sábado.
54º e último pódio do motor TAG/Porsche.
214º e último Grande Prêmio do motor Alfa Romeo.

## Treino classificatório
| 1º treino classificatório | 1º treino classificatório | 1º treino classificatório | 1º treino classificatório | 1º treino classificatório |
| Pos.                      | Nº                        | Piloto                    | Chassi/Motor              | Tempo                     |
| ------------------------- | ------------------------- | ------------------------- | ------------------------- | ------------------------- |
| 1                         | 6                         | Nelson Piquet             | Williams-Honda            | 1:41.423                  |
| 2                         | 28                        | Gerhard Berger            | Ferrari                   | 1:42.160                  |
| 3                         | 27                        | Michele Alboreto          | Ferrari                   | 1:42.416                  |
| 4                         | 1                         | Alain Prost               | McLaren-TAG/Porsche       | 1:42.496                  |
| 5                         | 5                         | Nigel Mansell             | Williams-Honda            | 1:42.616                  |
| 6                         | 20                        | Thierry Boutsen           | Benetton-Ford             | 1:43.130                  |
| 7                         | 19                        | Teo Fabi                  | Benetton-Ford             | 1:43.351                  |
| 8                         | 2                         | Stefan Johansson          | McLaren-TAG/Porsche       | 1:43.612                  |
| 9                         | 12                        | Ayrton Senna              | Lotus-Honda               | 1:44.026                  |
| 10                        | 7                         | Riccardo Patrese          | Brabham-BMW               | 1:44.767                  |
| 11                        | 17                        | Derek Warwick             | Arrows-Megatron           | 1:44.768                  |
| 12                        | 18                        | Eddie Cheever             | Arrows-Megatron           | 1:45.427                  |
| 13                        | 11                        | Satoru Nakajima           | Lotus-Honda               | 1:45.898                  |
| 14                        | 8                         | Andrea de Cesaris         | Brabham-BMW               | 1:46.399                  |
| 15                        | 9                         | Martin Brundle            | Zakspeed                  | 1:46.715                  |
| 16                        | 3                         | Jonathan Palmer           | Tyrrell-Ford              | 1:48.902                  |
| 17                        | 24                        | Alessandro Nannini        | Minardi-Motori Moderni    | 1:48.948                  |
| 18                        | 21                        | Alex Caffi                | Osella-Alfa Romeo         | 1:49.017                  |
| 19                        | 10                        | Christian Danner          | Zakspeed                  | 1:49.337                  |
| 20                        | 30                        | Philippe Alliot           | Lola-Ford                 | 1:49.470                  |
| 21                        | 16                        | Ivan Capelli              | March-Ford                | 1:49.814                  |
| 22                        | 25                        | René Arnoux               | Ligier-Megatron           | 1:50.542                  |
| 23                        | 4                         | Philippe Streiff          | Tyrrell-Ford              | 1:50.896                  |
| 24                        | 29                        | Yannick Dalmas            | Lola-Ford                 | 1:51.230                  |
| 25                        | 26                        | Piercarlo Ghinzani        | Ligier-Megatron           | 1:51.554                  |
| 26                        | 14                        | Roberto Moreno            | AGS-Ford                  | 1:51.835                  |
| 27                        | 23                        | Adrian Campos             | Minardi-Motori Moderni    | 1:53.455                  |

| 2º treino classificatório | 2º treino classificatório | 2º treino classificatório | 2º treino classificatório | 2º treino classificatório |
| Pos.                      | Nº                        | Piloto                    | Chassi/Motor              | Tempo                     |
| ------------------------- | ------------------------- | ------------------------- | ------------------------- | ------------------------- |
| 1                         | 28                        | Gerhard Berger            | Ferrari                   | 1:40.042                  |
| 2                         | 1                         | Alain Prost               | McLaren-TAG/Porsche       | 1:40.652                  |
| 3                         | 20                        | Thierry Boutsen           | Benetton-Ford             | 1:40.850                  |
| 4                         | 27                        | Michele Alboreto          | Ferrari                   | 1:40.984                  |
| 5                         | 6                         | Nelson Piquet             | Williams-Honda            | 1:41.114                  |
| 6                         | 19                        | Teo Fabi                  | Benetton-Ford             | 1:41.679                  |
| 7                         | 12                        | Ayrton Senna              | Lotus-Honda               | 1:42.723                  |
| 8                         | 7                         | Riccardo Patrese          | Brabham-BMW               | 1:43.304                  |
| 9                         | 2                         | Stefan Johansson          | McLaren-TAG/Porsche       | 1:43.371                  |
| 10                        | 8                         | Andrea de Cesaris         | Brabham-BMW               | 1:43.618                  |
| 11                        | 11                        | Satoru Nakajima           | Lotus-Honda               | 1:43.685                  |
| 12                        | 18                        | Eddie Cheever             | Arrows-Megatron           | 1:44.277                  |
| 13                        | 17                        | Derek Warwick             | Arrows-Megatron           | 1:44.626                  |
| 14                        | 24                        | Alessandro Nannini        | Minardi-Motori Moderni    | 1:45.612                  |
| 15                        | 9                         | Martin Brundle            | Zakspeed                  | 1:46.023                  |
| 16                        | 10                        | Christian Danner          | Zakspeed                  | 1:46.116                  |
| 17                        | 25                        | René Arnoux               | Ligier-Megatron           | 1:46.200                  |
| 18                        | 30                        | Philippe Alliot           | Lola-Ford                 | 1:47.395                  |
| 19                        | 3                         | Jonathan Palmer           | Tyrrell-Ford              | 1:47.775                  |
| 20                        | 16                        | Ivan Capelli              | March-Ford                | 1:48.212                  |
| 21                        | 23                        | Adrian Campos             | Minardi-Motori Moderni    | 1:48.337                  |
| 22                        | 29                        | Yannick Dalmas            | Lola-Ford                 | 1:48.887                  |
| 23                        | 26                        | Piercarlo Ghinzani        | Ligier-Megatron           | 1:49.641                  |
| 24                        | 4                         | Philippe Streiff          | Tyrrell-Ford              | 1:49.741                  |
| 25                        | 14                        | Roberto Moreno            | AGS-Ford                  | 1:50.212                  |
| 26                        | 21                        | Alex Caffi                | Osella-Alfa Romeo         | 1:50.902                  |

## Grid de largada e classificação da prova
| Grid de largada | Grid de largada | Grid de largada    | Grid de largada        | Grid de largada |
| Pos.            | Nº              | Piloto             | Chassi/Motor           | Tempo           |
| --------------- | --------------- | ------------------ | ---------------------- | --------------- |
| 1               | 28              | Gerhard Berger     | Ferrari                | 1:40.042        |
| 2               | 1               | Alain Prost        | McLaren-TAG/Porsche    | 1:40.652        |
| 3               | 20              | Thierry Boutsen    | Benetton-Ford          | 1:40.850        |
| 4               | 27              | Michele Alboreto   | Ferrari                | 1:40.984        |
| 5               | 6               | Nelson Piquet      | Williams-Honda         | 1:41.114        |
| 6               | 19              | Teo Fabi           | Benetton-Ford          | 1:41.679        |
| 7               | 12              | Ayrton Senna       | Lotus-Honda            | 1:42.723        |
| 8               | 7               | Riccardo Patrese   | Brabham-BMW            | 1:43.304        |
| 9               | 2               | Stefan Johansson   | McLaren-TAG/Porsche    | 1:43.371        |
| 10              | 8               | Andrea de Cesaris  | Brabham-BMW            | 1:43.618        |
| 11              | 11              | Satoru Nakajima    | Lotus-Honda            | 1:43.685        |
| 12              | 18              | Eddie Cheever      | Arrows-Megatron        | 1:44.277        |
| 13              | 17              | Derek Warwick      | Arrows-Megatron        | 1:44.626        |
| 14              | 24              | Alessandro Nannini | Minardi-Motori Moderni | 1:45.612        |
| 15              | 9               | Martin Brundle     | Zakspeed               | 1:46.023        |
| 16              | 10              | Christian Danner   | Zakspeed               | 1:46.116        |
| 17              | 25              | René Arnoux        | Ligier-Megatron        | 1:46.200        |
| 18              | 30              | Philippe Alliot    | Lola-Ford              | 1:47.395        |
| 19              | 3               | Jonathan Palmer    | Tyrrell-Ford           | 1:47.775        |
| 20              | 16              | Ivan Capelli       | March-Ford             | 1:48.212        |
| 21              | 23              | Adrian Campos      | Minardi-Motori Moderni | 1:48.337        |
| 22              | 29              | Yannick Dalmas     | Lola-Ford              | 1:48.887        |
| 23              | 21              | Alex Caffi         | Osella-Alfa Romeo      | 1:49.017        |
| 24              | 26              | Piercarlo Ghinzani | Ligier-Megatron        | 1:49.641        |
| 25              | 4               | Philippe Streiff   | Tyrrell-Ford           | 1:49.741        |
| 26              | 14              | Roberto Moreno     | AGS-Ford               | 1:50.212        |

| Classificação da prova | Classificação da prova | Classificação da prova | Classificação da prova | Classificação da prova | Classificação da prova | Classificação da prova | Classificação da prova |
| Pos.                   | Nº                     | Piloto                 | Chassi/Motor           | Voltas                 | Tempo/Diferença        | Grid                   | Pontos                 |
| ---------------------- | ---------------------- | ---------------------- | ---------------------- | ---------------------- | ---------------------- | ---------------------- | ---------------------- |
| 1                      | 28                     | Gerhard Berger         | Ferrari                | 51                     | 1:32:58.072            | 1                      | 9                      |
| 2                      | 12                     | Ayrton Senna           | Lotus-Honda            | 51                     | + 17.384               | 7                      | 6                      |
| 3                      | 2                      | Stefan Johansson       | McLaren-TAG/Porsche    | 51                     | + 17.694               | 9                      | 4                      |
| 4                      | 27                     | Michele Alboreto       | Ferrari                | 51                     | + 1:20.441             | 4                      | 3                      |
| 5                      | 20                     | Thierry Boutsen        | Benetton-Ford          | 51                     | + 1:25.576             | 3                      | 2                      |
| 6                      | 11                     | Satoru Nakajima        | Lotus-Honda            | 51                     | + 1:36.479             | 11                     | 1                      |
| 7                      | 1                      | Alain Prost            | McLaren-TAG/Porsche    | 50                     | + 1 volta              | 2                      |                        |
| 8                      | 3                      | Jonathan Palmer        | Tyrrell-Ford           | 50                     | + 1 volta              | 19                     |                        |
| 9                      | 18                     | Eddie Cheever          | Arrows-Megatron        | 50                     | Pane seca              | 12                     |                        |
| 10                     | 17                     | Derek Warwick          | Arrows-Megatron        | 50                     | + 1 volta              | 13                     |                        |
| 11                     | 7                      | Riccardo Patrese       | Brabham-BMW            | 49                     | + 2 voltas             | 8                      |                        |
| 12                     | 4                      | Philippe Streiff       | Tyrrell-Ford           | 49                     | + 2 voltas             | 25                     |                        |
| 13                     | 26                     | Piercarlo Ghinzani     | Ligier-Megatron        | 48                     | + 3 voltas             | 24                     |                        |
| 14                     | 29                     | Yannick Dalmas         | Lola-Ford              | 47                     | + 4 voltas             | 22                     |                        |
| 15                     | 6                      | Nelson Piquet          | Williams-Honda         | 46                     | Motor                  | 5                      |                        |
| Ret                    | 25                     | René Arnoux            | Ligier-Megatron        | 44                     | Pane seca              | 17                     |                        |
| Ret                    | 21                     | Alex Caffi             | Osella-Alfa Romeo      | 43                     | Pane seca              | 23                     |                        |
| Ret                    | 14                     | Roberto Moreno         | AGS-Ford               | 38                     | Pane elétrica          | 26                     |                        |
| Ret                    | 24                     | Alessandro Nannini     | Minardi-Motori Moderni | 35                     | Motor                  | 14                     |                        |
| Ret                    | 9                      | Martin Brundle         | Zakspeed               | 32                     | Motor                  | 15                     |                        |
| Ret                    | 8                      | Andrea de Cesaris      | Brabham-BMW            | 26                     | Motor                  | 10                     |                        |
| Ret                    | 19                     | Teo Fabi               | Benetton-Ford          | 16                     | Motor                  | 6                      |                        |
| Ret                    | 10                     | Christian Danner       | Zakspeed               | 13                     | Motor                  | 16                     |                        |
| Ret                    | 16                     | Ivan Capelli           | March-Ford             | 13                     | Acidente               | 20                     |                        |
| Ret                    | 23                     | Adrian Campos          | Minardi-Motori Moderni | 2                      | Motor                  | 21                     |                        |
| Ret                    | 30                     | Philippe Alliot        | Lola-Ford              | 0                      | Acidente               | 18                     |                        |
| DNS                    | 5                      | Nigel Mansell          | Williams-Honda         |                        | Acidente nos treinos   |                        |                        |

## Tabela do campeonato após a corrida
| Pos.   | Piloto           | Pontos |
| ------ | ---------------- | ------ |
| 1      | Nelson Piquet    | 73     |
| 2      | Nigel Mansell    | 61     |
| 3      | Ayrton Senna     | 57     |
| 4      | Alain Prost      | 46     |
| 5      | Stefan Johansson | 30     |
| Fonte: |                  |        |

| Pos.   | Equipe              | Pontos |
| ------ | ------------------- | ------ |
| 1      | Williams-Honda      | 137    |
| 2      | McLaren-TAG/Porsche | 76     |
| 3      | Lotus-Honda         | 64     |
| 4      | Ferrari             | 38     |
| 5      | Benetton-Ford       | 24     |
| Fonte: |                     |        |

| Pos. | Piloto           | Pontos |
| ---- | ---------------- | ------ |
| 1    | Jonathan Palmer  | 86     |
| 2    | Philippe Streiff | 74     |
| 3    | Philippe Alliot  | 43     |
| 4    | Ivan Capelli     | 38     |
| 5    | Pascal Fabre     | 35     |

| Pos. | Equipe       | Pontos |
| ---- | ------------ | ------ |
| 1    | Tyrrell-Ford | 160    |
| 2    | Lola-Ford    | 43     |
| 3    | March-Ford   | 38     |
| 4    | AGS-Ford     | 35     |

- Nota: Somente as primeiras cinco posições estão listadas e os campeões da temporada surgem grafados em negrito. Entre 1981 e 1990 cada piloto podia computar onze resultados válidos por ano não havendo descartes no mundial de construtores.